# Lars Hindmar
Lars Hindmar, född 11 december 1921 i Borås, död 21 december 2018 i Mölndal, var en svensk gångare och företagsledare.
Lars Hindmar var under 1950-talet framgångsrik gångare med en rad SM-tecken och världsrekord. Han deltog i OS 1952 och 1956 men blev diskvalificerad. Han var efter den aktiva karriären företagare och har bland annat drivit en sportbutik tillsammans med Gunder Hägg. Han har varit importör av kinesiska fotbollar. 
Han skrev också boken Olympiska profiler och stofiler som delvis är självbiografisk.